# Llista d'asteroides/90101–90200
| Nom              | Designació provisional | Data de descobriment | Lloc de descobriment | Descobridor/s  |
| ---------------- | ---------------------- | -------------------- | -------------------- | -------------- |
| 90101 -          | 2002 XG21              | 2 de desembre, 2002  | Socorro              | LINEAR         |
| 90102 -          | 2002 XQ21              | 2 de desembre, 2002  | Socorro              | LINEAR         |
| 90103 -          | 2002 XK25              | 5 de desembre, 2002  | Socorro              | LINEAR         |
| 90104 -          | 2002 XE29              | 5 de desembre, 2002  | Kitt Peak            | Spacewatch     |
| 90105 -          | 2002 XF33              | 6 de desembre, 2002  | Palomar              | NEAT           |
| 90106 -          | 2002 XY33              | 5 de desembre, 2002  | Socorro              | LINEAR         |
| 90107 -          | 2002 XJ34              | 5 de desembre, 2002  | Socorro              | LINEAR         |
| 90108 -          | 2002 XB35              | 6 de desembre, 2002  | Palomar              | NEAT           |
| 90109 -          | 2002 XR39              | 9 de desembre, 2002  | Desert Eagle         | W. K. Y. Yeung |
| 90110 -          | 2002 XH44              | 6 de desembre, 2002  | Socorro              | LINEAR         |
| 90111 -          | 2002 XJ44              | 6 de desembre, 2002  | Socorro              | LINEAR         |
| 90112 -          | 2002 XZ44              | 7 de desembre, 2002  | Kitt Peak            | Spacewatch     |
| 90113 -          | 2002 XG52              | 10 de desembre, 2002 | Socorro              | LINEAR         |
| 90114 -          | 2002 XU52              | 10 de desembre, 2002 | Socorro              | LINEAR         |
| 90115 -          | 2002 XJ54              | 10 de desembre, 2002 | Palomar              | NEAT           |
| 90116 -          | 2002 XY59              | 10 de desembre, 2002 | Socorro              | LINEAR         |
| 90117 -          | 2002 XG60              | 10 de desembre, 2002 | Socorro              | LINEAR         |
| 90118 -          | 2002 XY60              | 10 de desembre, 2002 | Socorro              | LINEAR         |
| 90119 -          | 2002 XV65              | 12 de desembre, 2002 | Socorro              | LINEAR         |
| 90120 -          | 2002 XG71              | 10 de desembre, 2002 | Socorro              | LINEAR         |
| 90121 -          | 2002 XO72              | 11 de desembre, 2002 | Socorro              | LINEAR         |
| 90122 -          | 2002 XO73              | 11 de desembre, 2002 | Socorro              | LINEAR         |
| 90123 -          | 2002 XO76              | 11 de desembre, 2002 | Socorro              | LINEAR         |
| 90124 -          | 2002 XJ80              | 11 de desembre, 2002 | Socorro              | LINEAR         |
| 90125 -          | 2002 XR80              | 11 de desembre, 2002 | Socorro              | LINEAR         |
| 90126 -          | 2002 XC81              | 11 de desembre, 2002 | Socorro              | LINEAR         |
| 90127 -          | 2002 XE81              | 11 de desembre, 2002 | Socorro              | LINEAR         |
| 90128 -          | 2002 XL81              | 11 de desembre, 2002 | Socorro              | LINEAR         |
| 90129 -          | 2002 XQ81              | 11 de desembre, 2002 | Socorro              | LINEAR         |
| 90130 -          | 2002 XK82              | 11 de desembre, 2002 | Socorro              | LINEAR         |
| 90131 -          | 2002 XB85              | 11 de desembre, 2002 | Socorro              | LINEAR         |
| 90132 -          | 2002 XY85              | 11 de desembre, 2002 | Socorro              | LINEAR         |
| 90133 -          | 2002 XV86              | 11 de desembre, 2002 | Socorro              | LINEAR         |
| 90134 -          | 2002 XZ95              | 5 de desembre, 2002  | Socorro              | LINEAR         |
| 90135 -          | 2002 XH105             | 5 de desembre, 2002  | Socorro              | LINEAR         |
| 90136 -          | 2002 XO105             | 5 de desembre, 2002  | Socorro              | LINEAR         |
| 90137 -          | 2002 XK112             | 6 de desembre, 2002  | Socorro              | LINEAR         |
| 90138 Diehl      | 2002 YD                | 25 de desembre, 2002 | Desert Moon          | B. L. Stevens  |
| 90139 -          | 2002 YA1               | 27 de desembre, 2002 | Anderson Mesa        | LONEOS         |
| 90140 Gómezdonet | 2002 YK2               | 28 de desembre, 2002 | Pla D'Arguines       | Pla D'Arguines |
| 90141 -          | 2002 YO3               | 28 de desembre, 2002 | Anderson Mesa        | LONEOS         |
| 90142 -          | 2002 YS5               | 27 de desembre, 2002 | Anderson Mesa        | LONEOS         |
| 90143 -          | 2002 YS6               | 28 de desembre, 2002 | Anderson Mesa        | LONEOS         |
| 90144 -          | 2002 YX6               | 28 de desembre, 2002 | Socorro              | LINEAR         |
| 90145 -          | 2002 YA9               | 31 de desembre, 2002 | Socorro              | LINEAR         |
| 90146 -          | 2002 YZ9               | 31 de desembre, 2002 | Socorro              | LINEAR         |
| 90147 -          | 2002 YK14              | 31 de desembre, 2002 | Socorro              | LINEAR         |
| 90148 -          | 2002 YL14              | 31 de desembre, 2002 | Socorro              | LINEAR         |
| 90149 -          | 2002 YX16              | 31 de desembre, 2002 | Socorro              | LINEAR         |
| 90150 -          | 2002 YP17              | 31 de desembre, 2002 | Socorro              | LINEAR         |
| 90151 -          | 2002 YQ20              | 31 de desembre, 2002 | Socorro              | LINEAR         |
| 90152 -          | 2002 YV20              | 31 de desembre, 2002 | Socorro              | LINEAR         |
| 90153 -          | 2002 YW23              | 31 de desembre, 2002 | Socorro              | LINEAR         |
| 90154 -          | 2002 YL24              | 31 de desembre, 2002 | Socorro              | LINEAR         |
| 90155 -          | 2002 YW25              | 31 de desembre, 2002 | Socorro              | LINEAR         |
| 90156 -          | 2002 YS29              | 31 de desembre, 2002 | Socorro              | LINEAR         |
| 90157 -          | 2002 YH30              | 31 de desembre, 2002 | Socorro              | LINEAR         |
| 90158 -          | 2002 YL30              | 31 de desembre, 2002 | Socorro              | LINEAR         |
| 90159 -          | 2002 YZ30              | 31 de desembre, 2002 | Socorro              | LINEAR         |
| 90160 -          | 2002 YB33              | 29 de desembre, 2002 | Socorro              | LINEAR         |
| 90161 -          | 2002 YM34              | 31 de desembre, 2002 | Socorro              | LINEAR         |
| 90162 -          | 2003 AO3               | 1 de gener, 2003     | Socorro              | LINEAR         |
| 90163 -          | 2003 AS5               | 1 de gener, 2003     | Socorro              | LINEAR         |
| 90164 -          | 2003 AD6               | 1 de gener, 2003     | Socorro              | LINEAR         |
| 90165 -          | 2003 AK6               | 1 de gener, 2003     | Socorro              | LINEAR         |
| 90166 -          | 2003 AR6               | 1 de gener, 2003     | Socorro              | LINEAR         |
| 90167 -          | 2003 AK8               | 3 de gener, 2003     | Nashville            | R. Clingan     |
| 90168 -          | 2003 AM11              | 1 de gener, 2003     | Socorro              | LINEAR         |
| 90169 -          | 2003 AF12              | 1 de gener, 2003     | Socorro              | LINEAR         |
| 90170 -          | 2003 AY12              | 1 de gener, 2003     | Socorro              | LINEAR         |
| 90171 -          | 2003 AC14              | 1 de gener, 2003     | Socorro              | LINEAR         |
| 90172 -          | 2003 AM14              | 2 de gener, 2003     | Socorro              | LINEAR         |
| 90173 -          | 2003 AF17              | 5 de gener, 2003     | Socorro              | LINEAR         |
| 90174 -          | 2003 AK19              | 5 de gener, 2003     | Socorro              | LINEAR         |
| 90175 -          | 2003 AY21              | 5 de gener, 2003     | Socorro              | LINEAR         |
| 90176 -          | 2003 AK24              | 4 de gener, 2003     | Socorro              | LINEAR         |
| 90177 -          | 2003 AK25              | 4 de gener, 2003     | Socorro              | LINEAR         |
| 90178 -          | 2003 AG27              | 4 de gener, 2003     | Socorro              | LINEAR         |
| 90179 -          | 2003 AE28              | 4 de gener, 2003     | Socorro              | LINEAR         |
| 90180 -          | 2003 AT28              | 4 de gener, 2003     | Socorro              | LINEAR         |
| 90181 -          | 2003 AS29              | 4 de gener, 2003     | Socorro              | LINEAR         |
| 90182 -          | 2003 AY29              | 4 de gener, 2003     | Socorro              | LINEAR         |
| 90183 -          | 2003 AB31              | 4 de gener, 2003     | Socorro              | LINEAR         |
| 90184 -          | 2003 AS33              | 5 de gener, 2003     | Socorro              | LINEAR         |
| 90185 -          | 2003 AC36              | 7 de gener, 2003     | Socorro              | LINEAR         |
| 90186 -          | 2003 AV36              | 7 de gener, 2003     | Socorro              | LINEAR         |
| 90187 -          | 2003 AF37              | 7 de gener, 2003     | Socorro              | LINEAR         |
| 90188 -          | 2003 AY38              | 7 de gener, 2003     | Socorro              | LINEAR         |
| 90189 -          | 2003 AS40              | 7 de gener, 2003     | Socorro              | LINEAR         |
| 90190 -          | 2003 AB41              | 7 de gener, 2003     | Socorro              | LINEAR         |
| 90191 -          | 2003 AC41              | 7 de gener, 2003     | Socorro              | LINEAR         |
| 90192 -          | 2003 AZ41              | 7 de gener, 2003     | Socorro              | LINEAR         |
| 90193 -          | 2003 AZ50              | 5 de gener, 2003     | Socorro              | LINEAR         |
| 90194 -          | 2003 AP54              | 5 de gener, 2003     | Socorro              | LINEAR         |
| 90195 -          | 2003 AQ54              | 5 de gener, 2003     | Socorro              | LINEAR         |
| 90196 -          | 2003 AQ55              | 5 de gener, 2003     | Socorro              | LINEAR         |
| 90197 -          | 2003 AW58              | 5 de gener, 2003     | Socorro              | LINEAR         |
| 90198 -          | 2003 AK59              | 5 de gener, 2003     | Socorro              | LINEAR         |
| 90199 -          | 2003 AY62              | 8 de gener, 2003     | Socorro              | LINEAR         |
| 90200 -          | 2003 AO63              | 8 de gener, 2003     | Socorro              | LINEAR         |